# Dépôt de Roihupelto
 (décembre 2021).
Si vous disposez d'ouvrages ou d'articles de référence ou si vous connaissez des sites web de qualité traitant du thème abordé ici, merci de compléter l'article en donnant les références utiles à sa vérifiabilité et en les liant à la section « Notes et références ».
Le dépôt de Roihupelto (Roihupellon metrovarikko) est un dépôt du métro d'Helsinki situé dans le quartier de Vartiokylä à Helsinki en Finlande.
Le dépôt est aussi desservi par le métro léger Jokeri.

## Présentation
Le dépôt est situé entre les stations de métro Itäkeskus et Siilitie dans la zone industrielle de Roihupelto.
Le matériel roulant du métro de HKL-Metroliikenne est entreposé, entretenu et réparé au dépôt. 
Le siège de HKL-Metroliikenteen s'y trouve également. 
Le dépôt du métro dispose également d'une piste d'essai, qui permet aux trains d'être testés à des vitesses allant jusqu'à 100 km/h. 
La majeure partie de la cour du dépôt est électrifiée.
Jusqu'au printemps 2012, il existait une liaison ferroviaire depuis le dépôt via la ligne portuaire d'Herttoniemi jusqu'à la gare d'Oulunkylä et donc vers le réseau ferroviaire finlandais. 
Aujourd'hui, la connexion du réseau de métro au réseau ferroviaire finlandais est la voie ferrée portuaire de Vuosaari.